# Партизанске приче
Партизанске приче је југословенски ратни филм из 1960. године. Режирао га је Столе Јанковић.

## Радња
Филм има две приче:
Прва прича: Повратак Једне ноћи за време рата, кћи шефа железничке станице помаже рањеном командиру партизанског одреда да побегне, али су је Немци открили и убили.
Друга прича: Црвени шал Група партизана бори се против јаке зиме и непријатеља, долази у планинско село, непријатељски расположено према партизанима.

## Улоге
| Глумац                    | Улога       |
| ------------------------- | ----------- |
| Борис Бузанчић            | Сима        |
| Милан Милошевић           | Мирко       |
| Шпела Розин               |             |
| Бранко Плеша              | Јохан Вебер |
| Никола Поповић            |             |
| Столе Аранђеловић         |             |
| Ивка Рутић                |             |
| Јулка Цвејанов            |             |
| Иван Ђурђевић             |             |
| Јунус Међеновић           |             |
| Деана Радишић             |             |
| Душан Вујисић             |             |
| Златибор Стоимиров        |             |
| Јанез Врховец             | Ирга        |
| Гизела Вуковић            |             |
| Марко Тасић               |             |
| Јован Ранчић              |             |
| Мирослав Дуда Радивојевић |             |
| Станко Буханац            |             |
| Олга Брајевић             |             |
| Душан Перковић            |             |
| Раде Млађеновић           |             |
| Емил Рубен                |             |

Комплетна филмска екипа  ▼
| Редитељ                   | Столе Јанковић          |                                          |
| Сценариста                | Антоније Исаковић       |                                          |
| Сценариста                | Столе Јанковић          |                                          |
| Композитор                | Бојан Адамич            |                                          |
| Директор фотографије      | Јован Јовановић         | директор фотографије                     |
| Директор фотографије      | Драгољуб Караџиновић    | директор фотографије                     |
| Директор фотографије      | Михајло Поповић         | директор фотографије                     |
| Монтажер                  | Миодраг Јовановић       |                                          |
| Монтажер                  | Мирјана Митић           |                                          |
| Сценограф                 | Зоран Зорчић            |                                          |
| Костимограф               | Мира Чохаџић            |                                          |
| Менаџер продукције        | Никола Ђурђевић         | организатор                              |
| Менаџер продукције        | Александар Крстић       | директор филма                           |
| Менаџер продукције        | Раде Млађеновић         | организатор (као Р. Млађеновић)          |
| Менаџер продукције        | Душан Перковић          | организатор (као Д. Перковић)            |
| Менаџер продукције        | Драгослав Радоичић Бели | организатор (као Д. Радоичић)            |
| Менаџер продукције        | Бошко Савић             | директор филма                           |
| Помоћник режије           | Александар Аранђеловић  | помоћник редитеља (сегмент „Повратак”)   |
| Помоћник режије           | Владимир Басара         | помоћник редитеља (сегмент „Црвени шал”) |
| Помоћник режије           | Стеван Петровић         | помоћник редитеља (сегмент „Повратак”)   |
| Помоћник режије           | Димитрије Станчуловић   | помоћник редитеља (сегмент „Црвени шал”) |
| Уметнички одсек           | Властимир Гаврик        | сет дизајнер                             |
| Одсек за звук             | Живко Пивнички          | тон мајстор                              |
| Одсек за звук             | Милан Тричковић         | микроман (као М. Тричковић)              |
| Одсек за камеру и расвету | Драган Јовановић        | пратилац камере (као Д. Јовановић)       |
| Одсек за камеру и расвету | Јован Јовановић         | сниматељ                                 |
| Одсек за камеру и расвету | Драгољуб Караџиновић    | сниматељ                                 |
| Одсек за камеру и расвету | Живорад Милић           | фотограф                                 |
| Одсек за камеру и расвету | Михајло Поповић         | сниматељ                                 |
| Одсек за камеру и расвету | Драгослав Вилотић       | пратилац камере (као Д. Вилотић)         |
| Одсек за костим           | Борка Субарановић       | гардеробер                               |
| Одсек за монтажу          | Јелена Бјењаш           | асистент монтажера                       |
| Остала екипа              | Стефанија Хрускар       | секретар режије                          |